# El Puente del Arzobispo
El Puente del Arzobispo es un municipio y localidad española de la provincia de Toledo, en la comunidad autónoma de Castilla-La Mancha. Destaca por su cerámica, cuyo color tradicional es el verde esmeralda. Junto con Talavera de la Reina constituyen dos de los núcleos de población de tradición alfarera más importantes del país. Cuenta con una población de 1151 habitantes (INE 2024).

## Toponimia
Juan I, rey de Castilla, estableció en primer lugar el nombre de Villafranca de la Puente del Arzobispo, en referencia al puente construido por el arzobispo Pedro Tenorio. Poco a poco fue derivando al nombre actual. Antonio Ponz, en su obra Viaje de España la llama «Villanueva del Puente, vulgarmente llamada el Puente del Arzobispo».

## Geografía

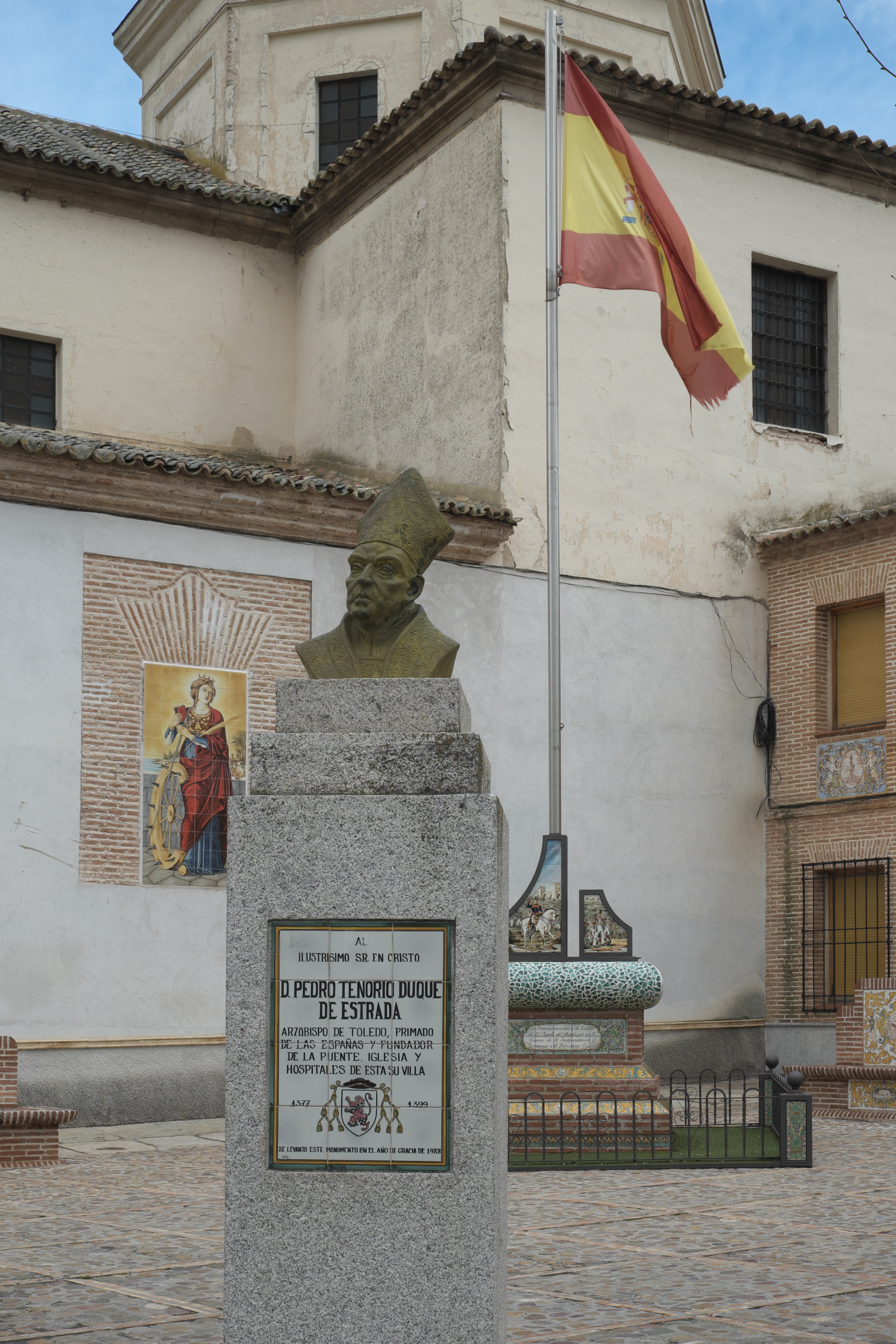
Monumento al arzobispo de Toledo Pedro Tenorio en El Puente del Arzobispo.

La extensión superficial del término municipal es inferior a un kilómetro cuadrado (0,98 km²), siendo el más pequeño de Castilla-La Mancha y uno de los más pequeños a nivel nacional. Se sitúa a 110 kilómetros de Toledo, la capital provincial.
Físicamente, el núcleo urbano de El Puente del Arzobispo se ubica sobre una elevación o terraza del valle del río Tajo, aproximadamente a unos 320 metros; y su término limita a orillas de este.
Administrativamente, está situado dentro de la comarca de la Campana de Oropesa y limita por el sur con Cáceres y por los otros extremos con el término vecino de Alcolea de Tajo.

### Relieve
Se caracteriza por la existencia de estratos horizontales de resistencia alternante entre duros (silíceos) y blandos (arcillosos). El encargado del modelado de estas plataformas es la erosión, la cual nos deja relieves tan característicos como las mesas o páramos, así como los cerros testigo a lo largo del valle del Tajo, sin olvidar las terrazas fluviales.

### Clima
El Puente del Arzobispo entra dentro del dominio del clima mediterráneo continentalizado.
Su encajamiento entre unidades del relieve y su aislamiento de la influencia marítima le caracterizan por unas irregulares precipitaciones estacionales y unas amplitudes térmicas altas, con veranos calurosos e inviernos fríos.

## Naturaleza

### Geología

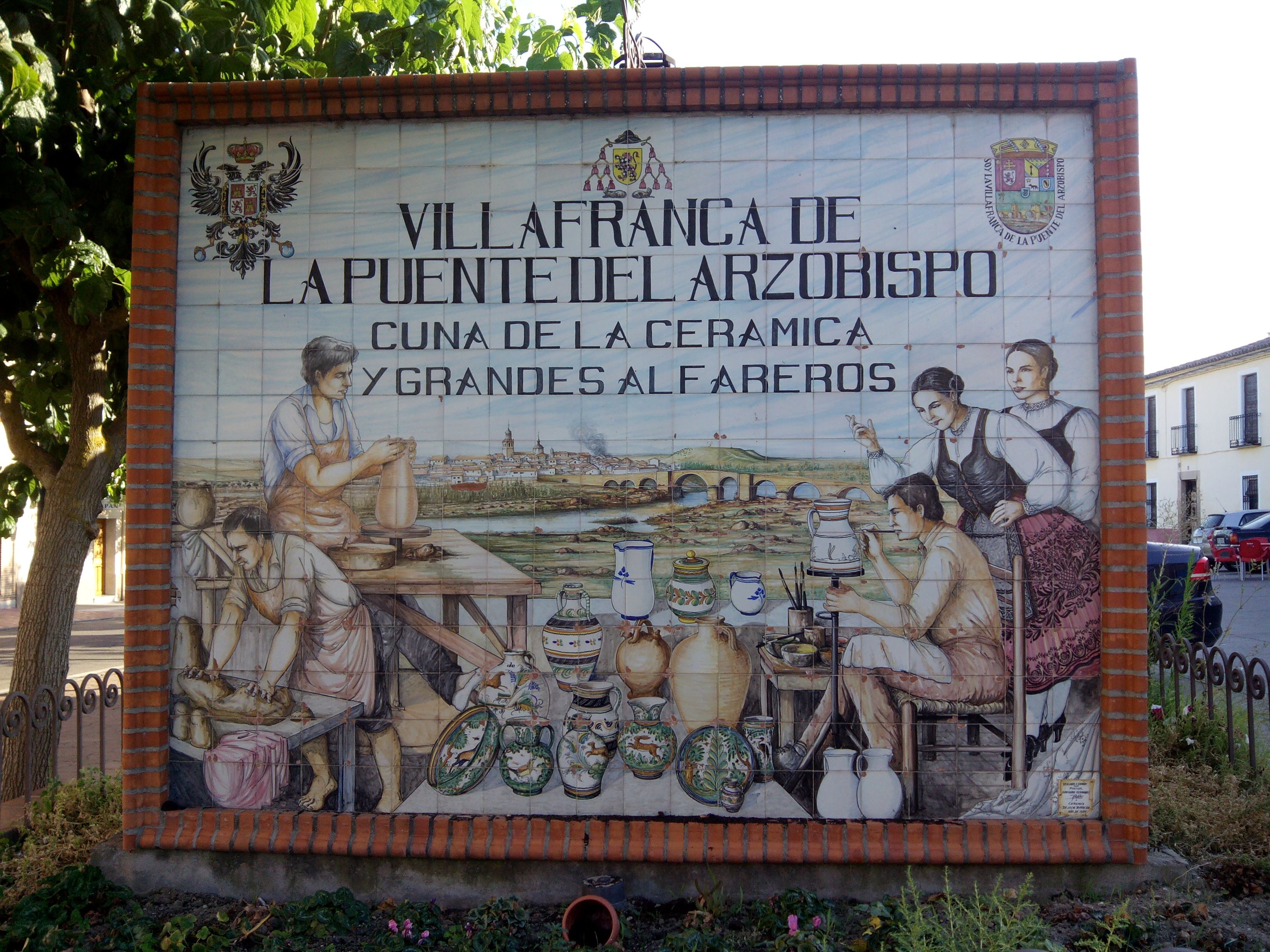
Placa de bienvenida a El Puente del Arzobispo.

Durante la era terciaria, se produjeron presiones orogénicas alpinas que conllevaron la formación de bloques levantados, que dieron lugar a las sierras interiores de la Meseta (sierra de Gredos y Montes de Toledo) y bloques hundidos, originando depresiones meseteñas, como la del Tajo.
Posteriormente, a lo largo de la era cuaternaria, las alternancias climáticas hielo-deshielo permitieron el encajamiento fluvial de este bloque hundido, desarrollando en sus bordes amplias terrazas escalonadas, donde se ubica esta localidad.

### Vegetación
Sus condiciones le correspoden un bosque perennifolio cuyas especies más características son la encina y el alcornoque. No obstante, está formada principalmente por bosques de ribera, desarrolladas sobre los márgenes del río o el arroyo de las Praderes, como son los chopos o los sauces.

## Historia

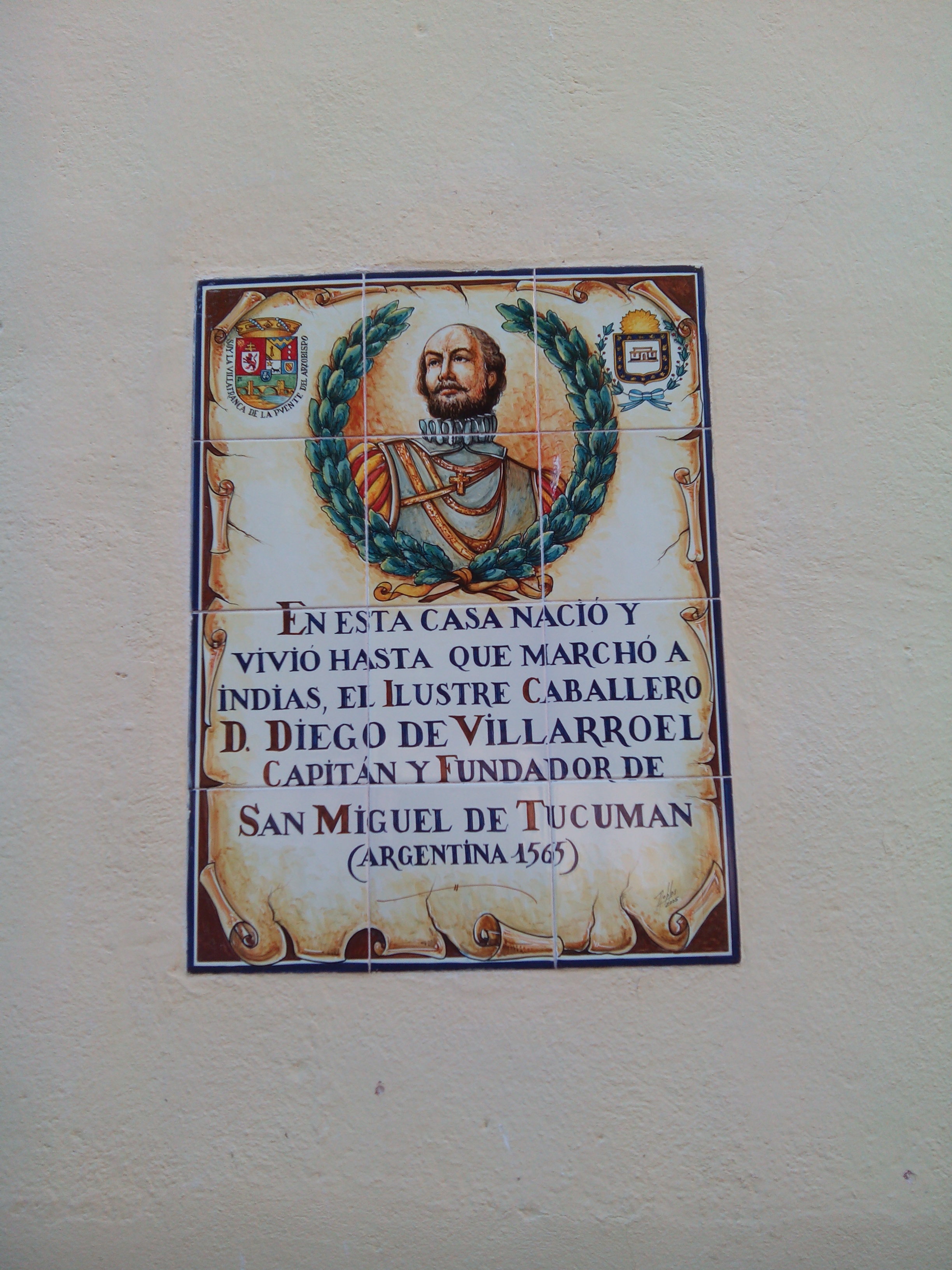
Placa informativa en la casa de nacimiento de Diego de Villarroel, fundador de San Miguel de Tucumán (Argentina).

La población fue fundada por el arzobispo de Toledo, Pedro Tenorio en la segunda mitad del siglo XIV. El arzobispo era propietario de la vecina Alcolea de Tajo, con un amplio término municipal. Dentro de ese término era necesario cruzar el Tajo para ir al Santuario de Nuestra Señora de Guadalupe. Anteriormente se utilizaban endebles barcas causando frecuentes accidentes. Por ello, Pedro Tenorio mandó construir un gran puente para salvar el río. El arzobispo deseaba que una villa vigilara la construcción y de ahí el nacimiento del pueblo.
Durante la guerra civil española y el dominio republicano el nombre del pueblo se cambió a Puente de la FAI

## Demografía
Cuenta con una población de 1151 habitantes (INE 2024).
| Gráfica de evolución demográfica de El Puente del Arzobispo entre 1842 y 2021 |
| |
| Población de derecho según los censos de población del INE Población de hecho según los censos de población del INEEn estos censos se denominaba Villafranca del Puente del Arzobispo: 1860 |

## Comunicaciones
Localidad de confluencia entre carreteras.
Al oeste la carretera de Valdeverdeja CM-4159; al norte la carretera de Oropesa CM-4100; al este la carretera de Talavera CM-4101.
La carretera CM-4100 atraviesa el núcleo de población siguiendo su trayecto hacia el sur, cuyo tramo es conocido como la avenida de Toledo o del Generalísimo.

## Administración
La administración local se articula a través del ayuntamiento, formado por 9 concejales. En las elecciones municipales de 2019 el Partido Popular obtuvo 5 concejales y el PSOE 4. Fue investida como alcaldesa Clara Isabel Casas.
| Periodo   | Nombre                         | Partido |
| --------- | ------------------------------ | ------- |
| 1979-1983 | Jesús Sánchez Sánchez          | UCD     |
| 1983-1987 | Antonio de la Cal Barreira     | AP      |
| 1987-1991 | Antonio de la Cal Barreira     | AP / PP |
| 1991-1995 | Antonio de la Cal Barreira     | PP      |
| 1995-1999 | José Luis Rivas Fernández      | PP      |
| 1999-2003 | José Luis Rivas Fernández      | PP      |
| 2003-2007 | José Luis de las Heras Robledo | PSOE    |
| 2007-2011 | José Luis Rivas Fernández      | PP      |
| 2011-2015 | Manuel Casillas Brasero        | PP      |
| 2015-2019 | Manuel Casillas Brasero        | PP      |
| 2019-2023 | Clara Isabel Casas Toledano    | PP      |
| 2023-act. | Rocío Casto                    | PSOE    |

## Patrimonio

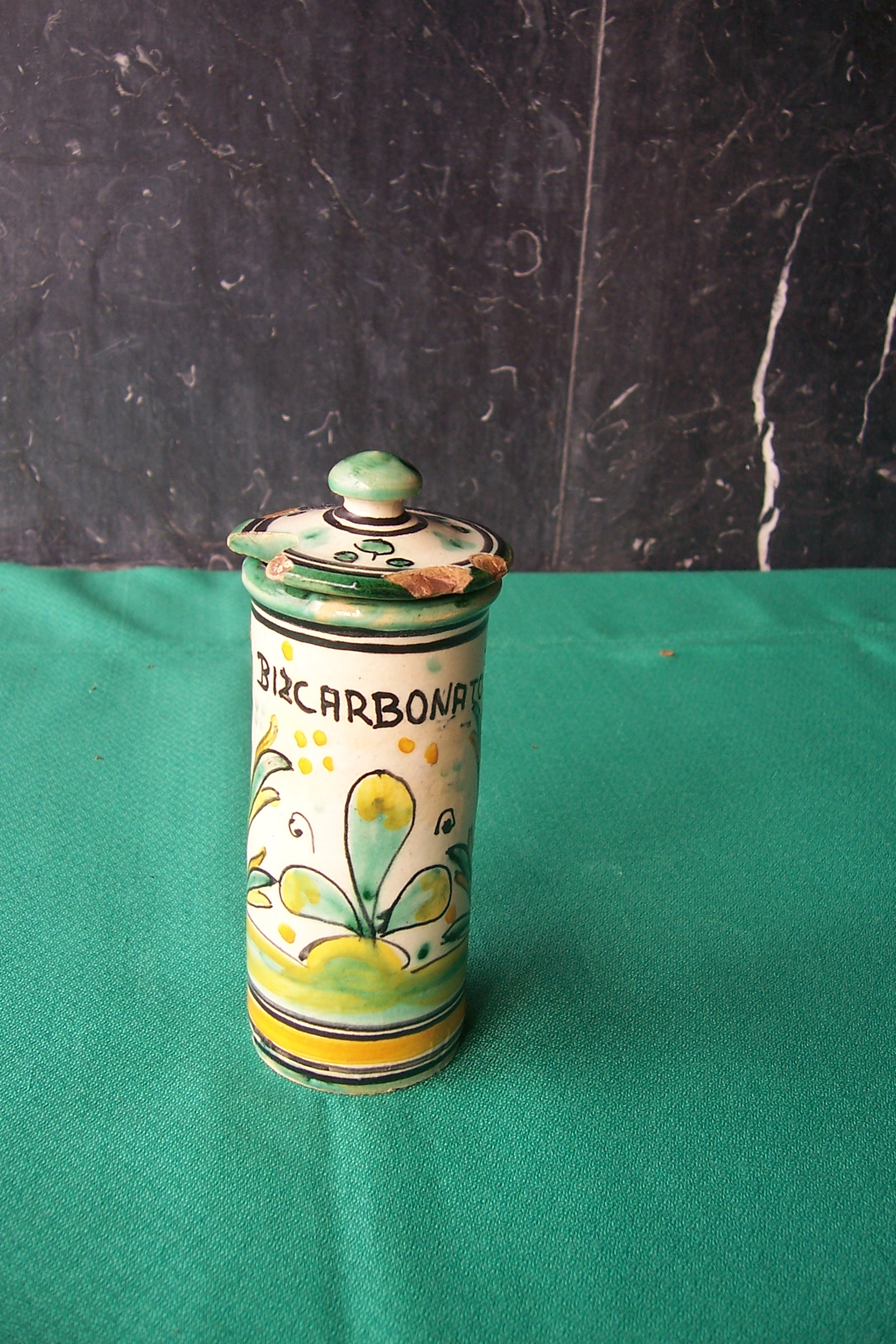
Tarro para bicarbonato.

Por encima de todos destaca el puente del Arzobispo, de once arcos, de piedra y de estilo gótico. Otras construcciones serían el convento de Franciscanos, del siglo XVII, desaparecido, del que en la actualidad solo resta su iglesia, y el Palacio arzobispal, construido encima del primitivo Palacio de Pedro Tenorio. 
Otros edificios menores son la iglesia parroquial de Santa Catalina, la Picota, el Convento Hospital de Santa Catalina. La primera, aunque data del siglo XV, no mantiene nada de su estructura primitiva, siendo totalmente reformada en el siglo XIX. Por último, a las afueras del pueblo se encuentra el Dolmen de Azután.
Adicionalmente, y por su importancia en la fabricación de cerámica, cuenta con el centro de interpretación de la Cerámica de El Puente del Arzobispo, donde se pueden seguir las diferentes fases que componen la artesanía de la alfarería e incorpora un pequeño museo.
Antonio Ponz también hace referencia a la industria cerámica:

El vecindario de esta villa se reputa de trescientas familias, de las cuales se ocupan algunas en la fábrica de loza, pues hay alfares, como en Talavera; y aunque la obra es más común, tiene su despacho regular. Encontré a algunos arrieros aragoneses, quienes me dijeron traían el color azul de su tierra para vender a los alfareros, y era el que usaban en la loza.

## Fiestas
- Lunes de Pascua: Virgen de la Bienvenida. Desfile hasta la ermita, misa y procesión, comida campera y juegos.
- Finales de junio: fiestas en Honor de San Juan, verbenas, pasacalles y el mercado de san Juan, un mercadillo de artesanía.
- 19 de julio: Santas Alfareras, fiesta nacida por la importancia del barro en el municipio.
- 24 y 25 de noviembre: fiestas en honor de Santa Catalina, verbena, hogueras(conocidas como chozos), procesión.

## Galería de imágenes

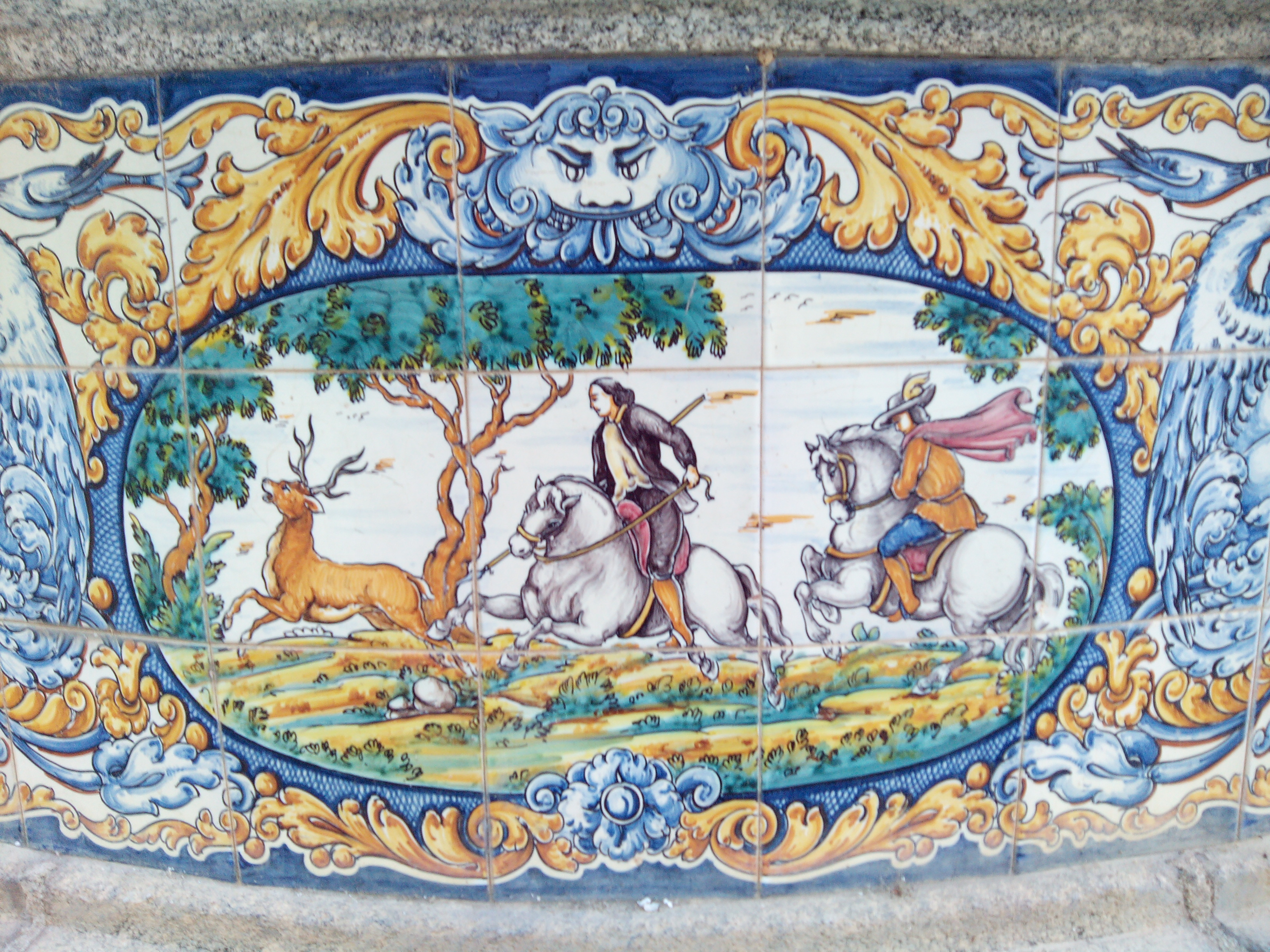
Muestra de cerámica I
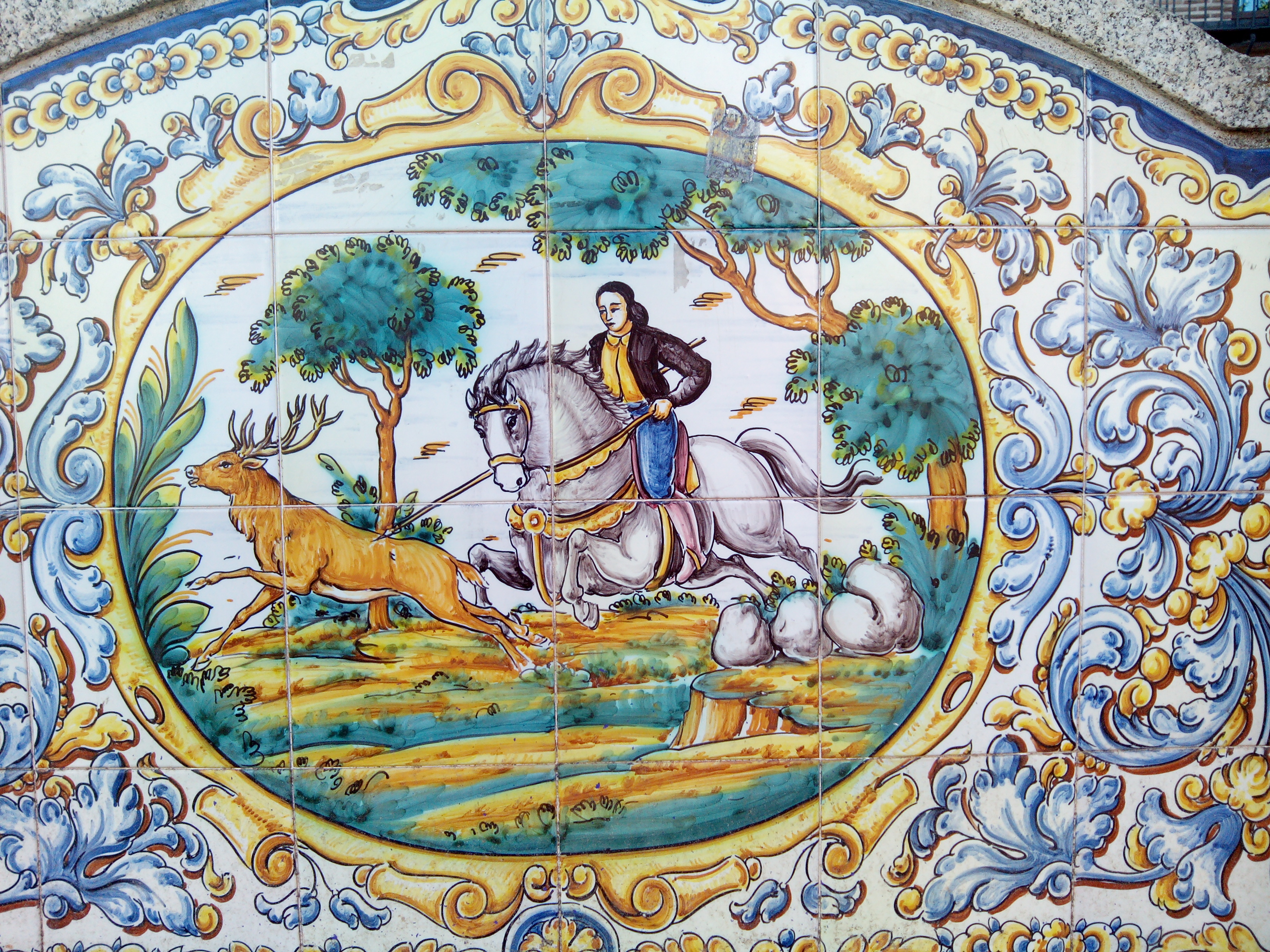
Muestra de cerámica II
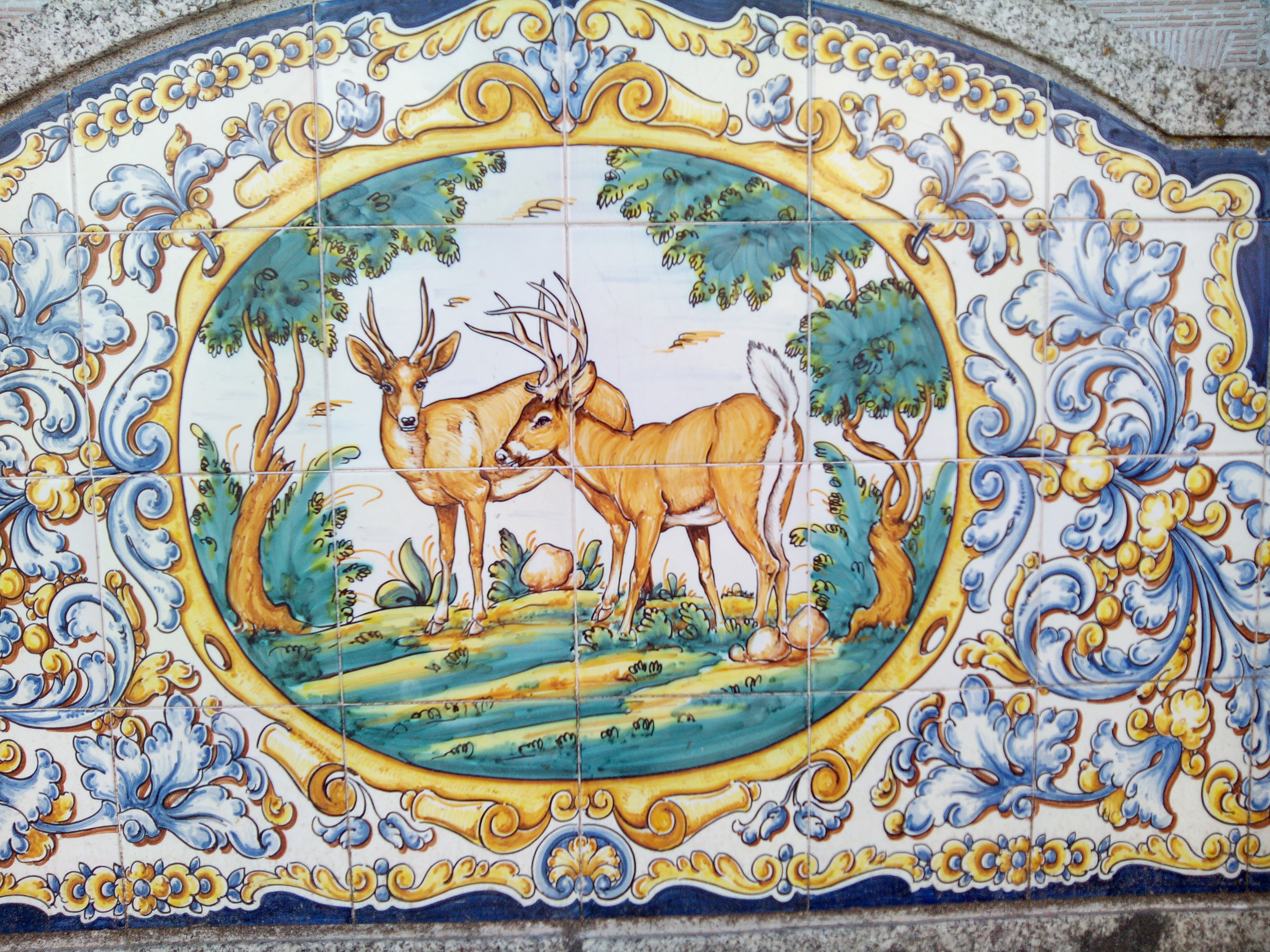
Muestra de cerámica III
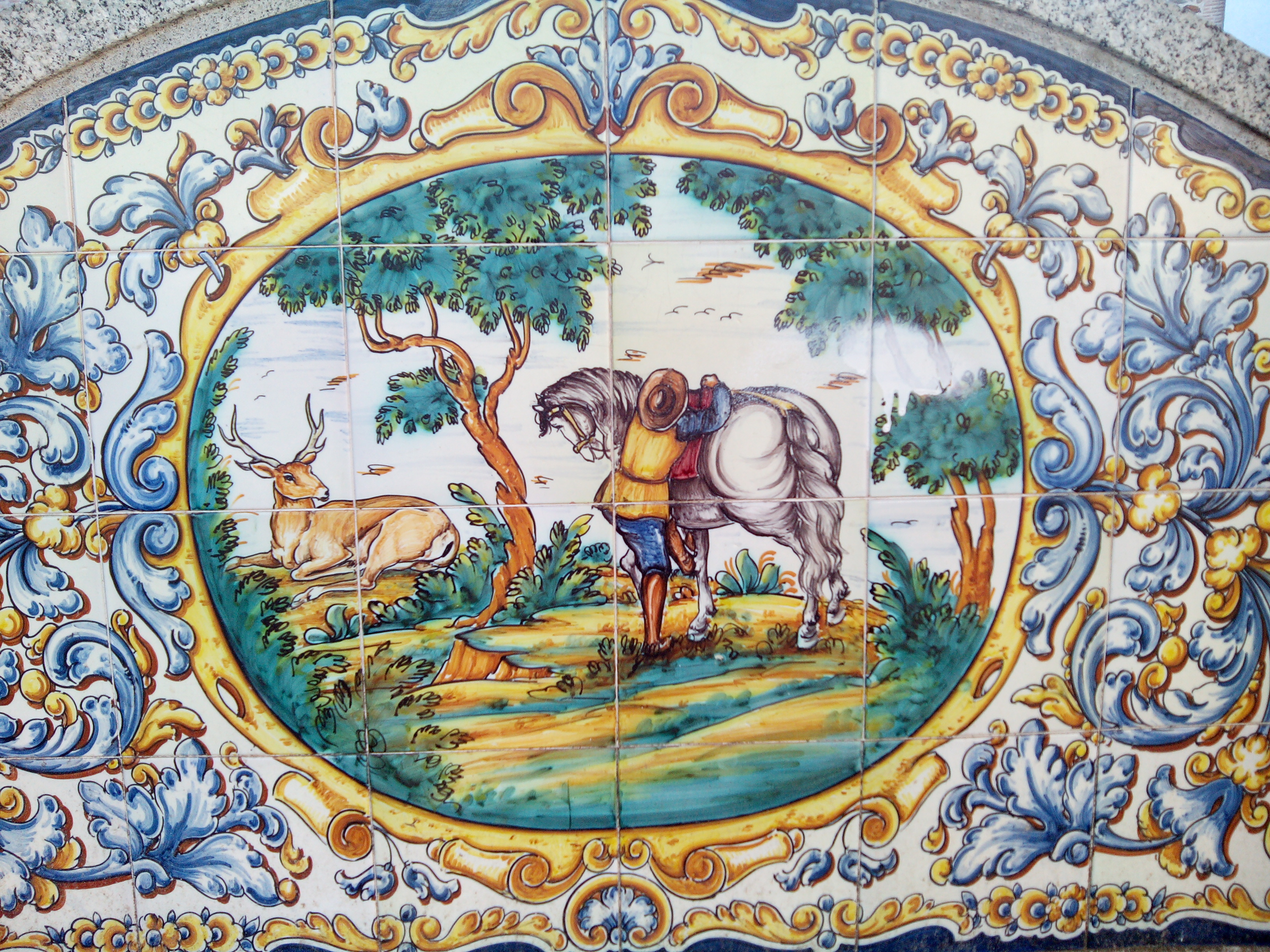
Muestra de cerámica IV
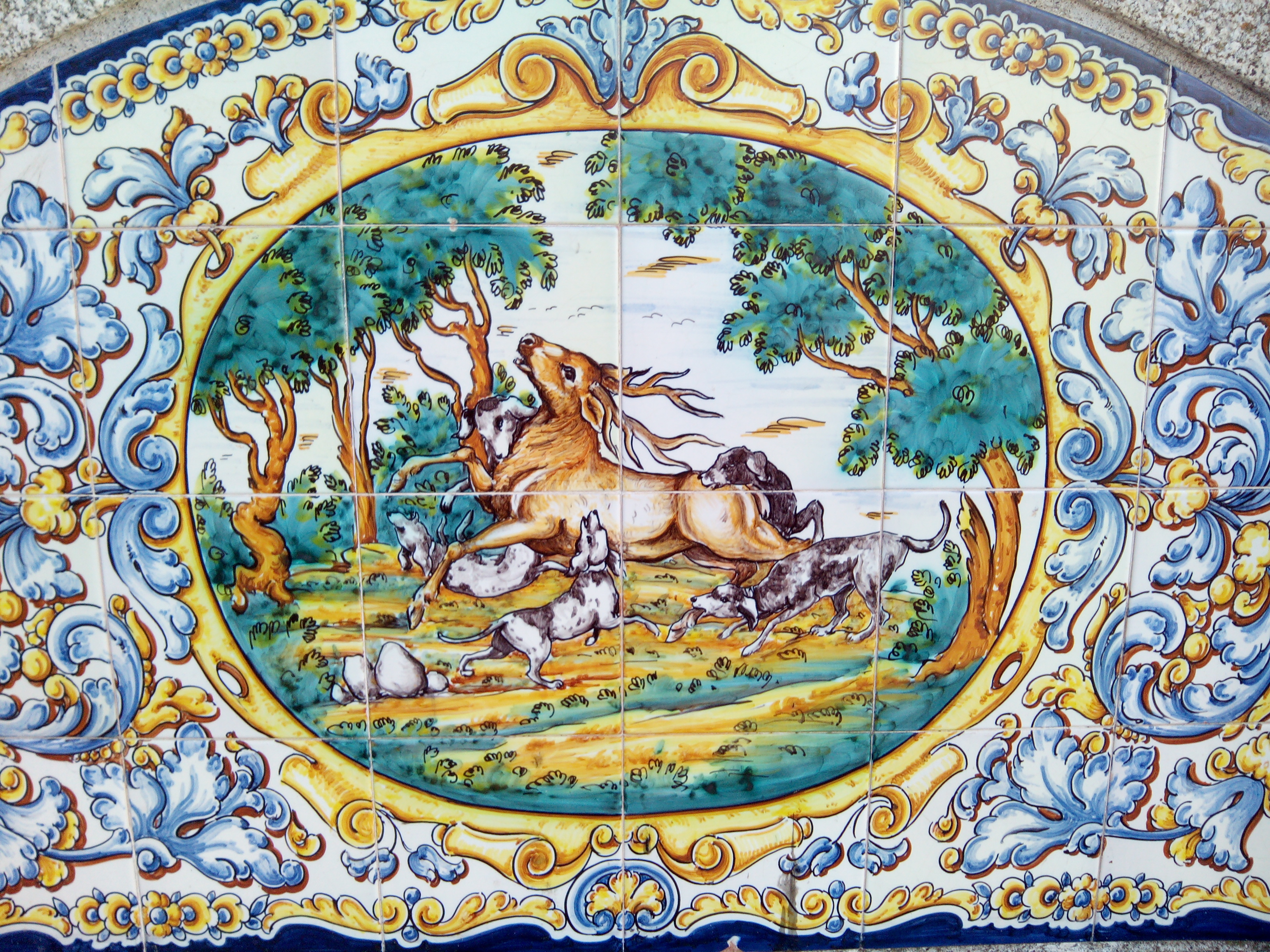
Muestra de cerámica V
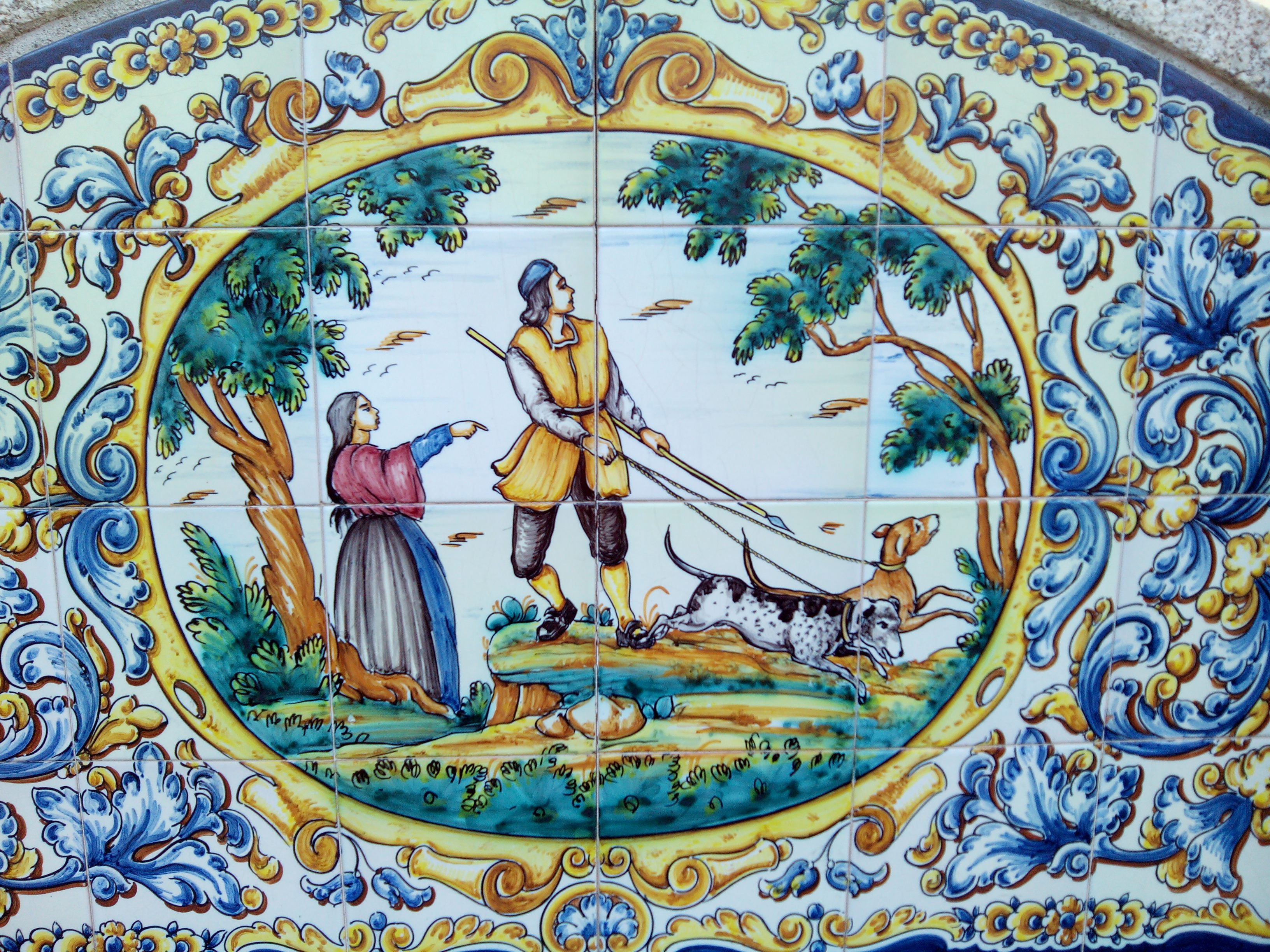
Muestra de cerámica VI
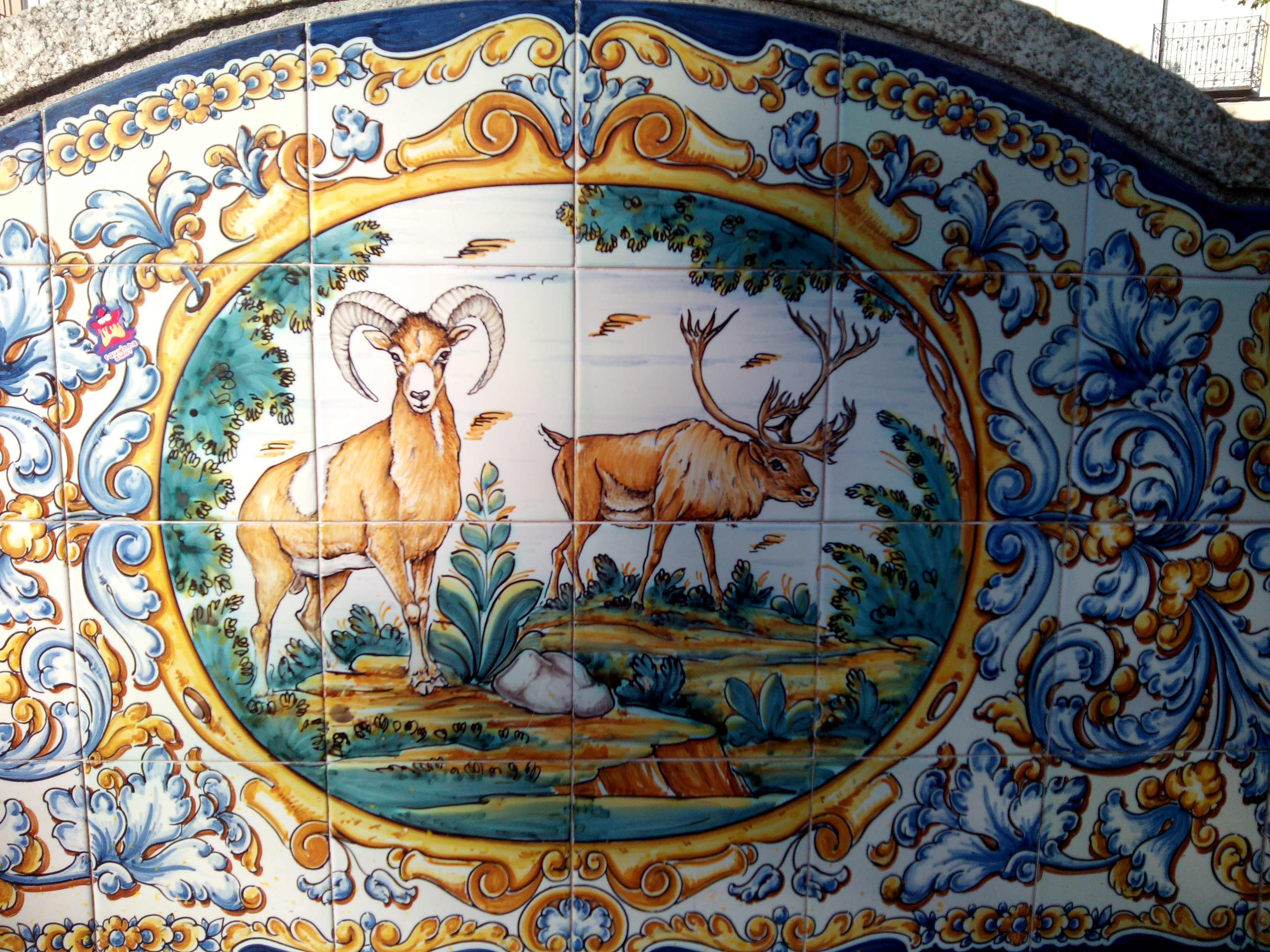
Muestra de cerámica VII
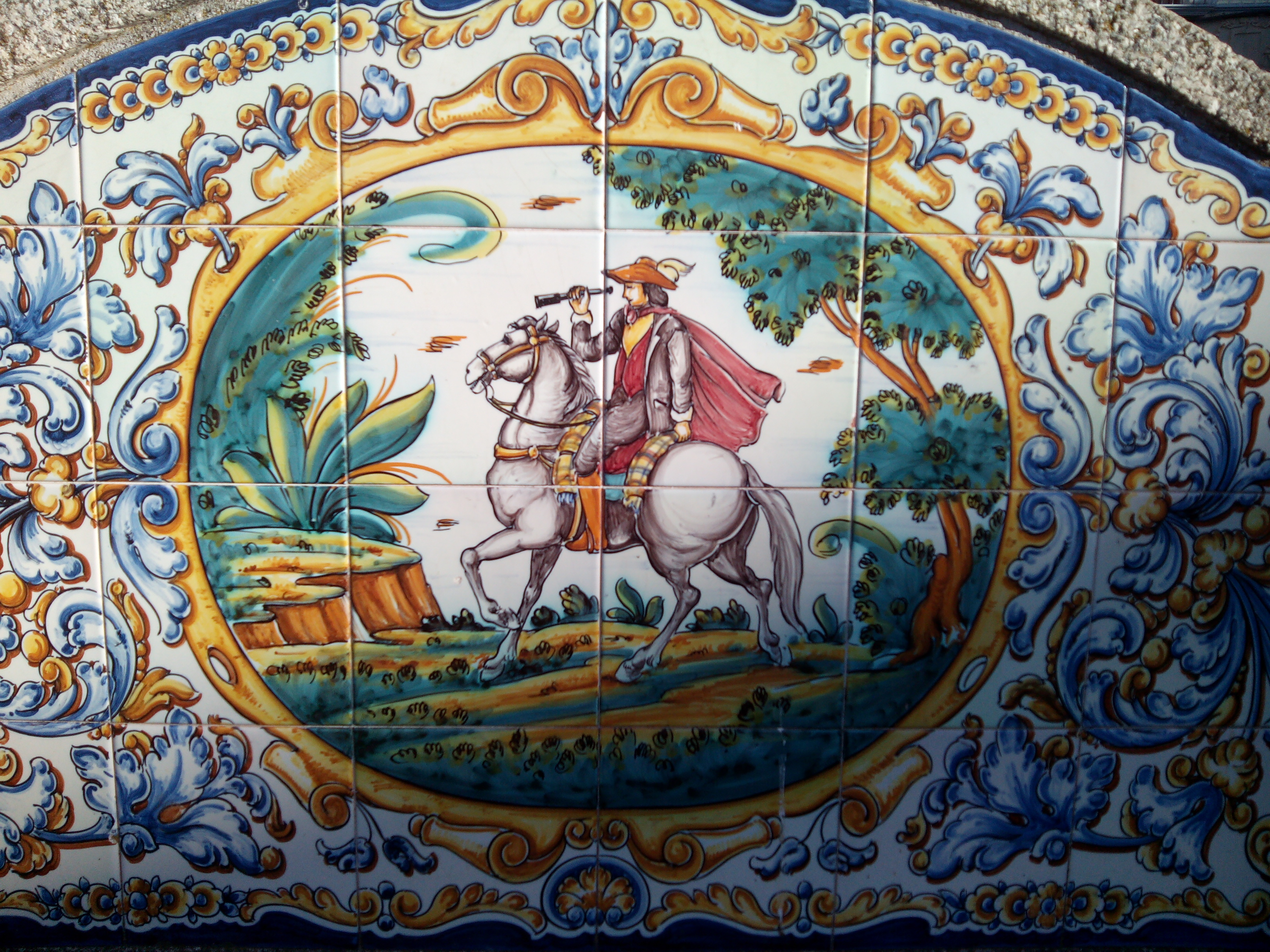
Muestra de cerámica VIII
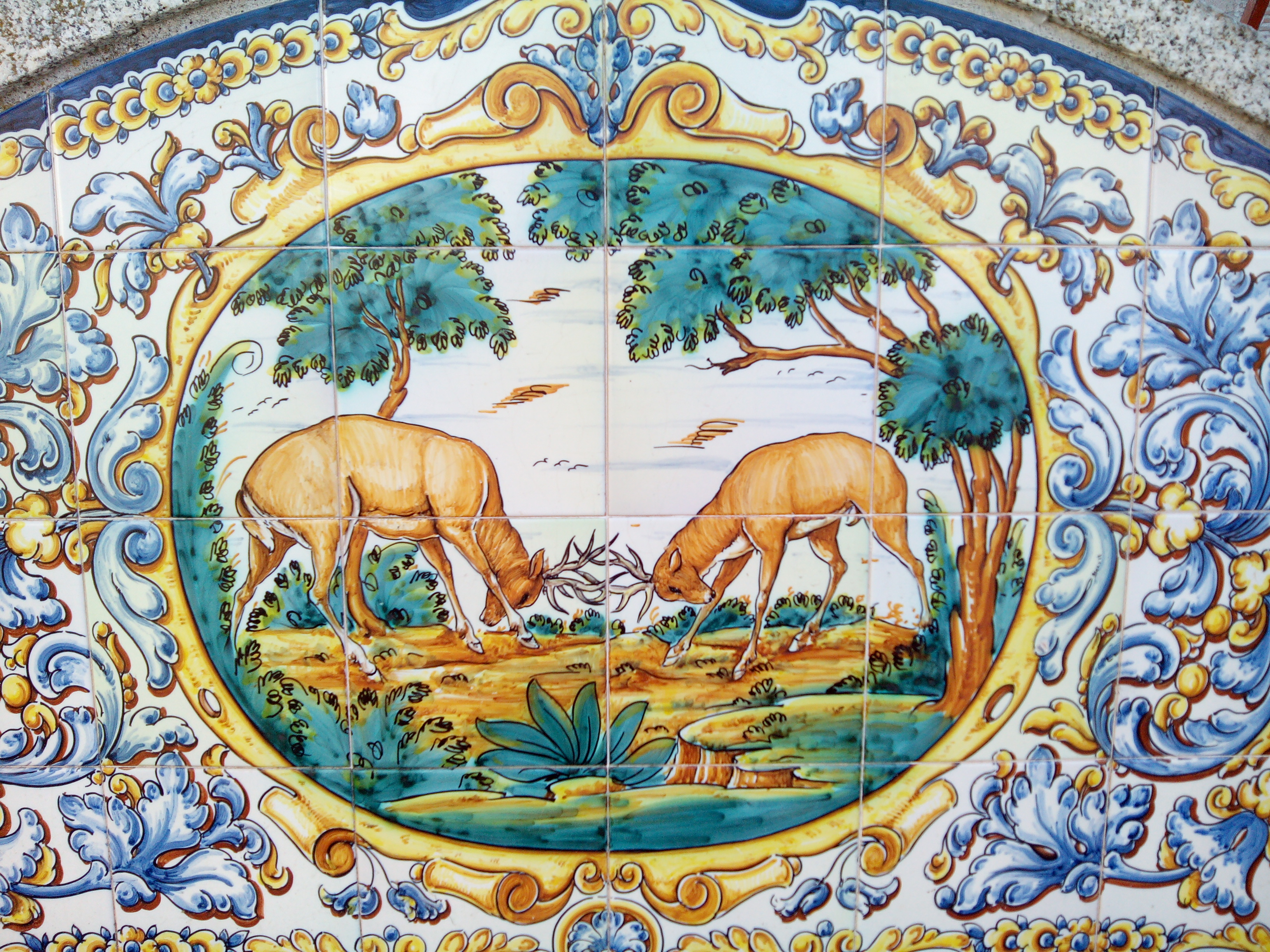
Muestra de cerámica IX
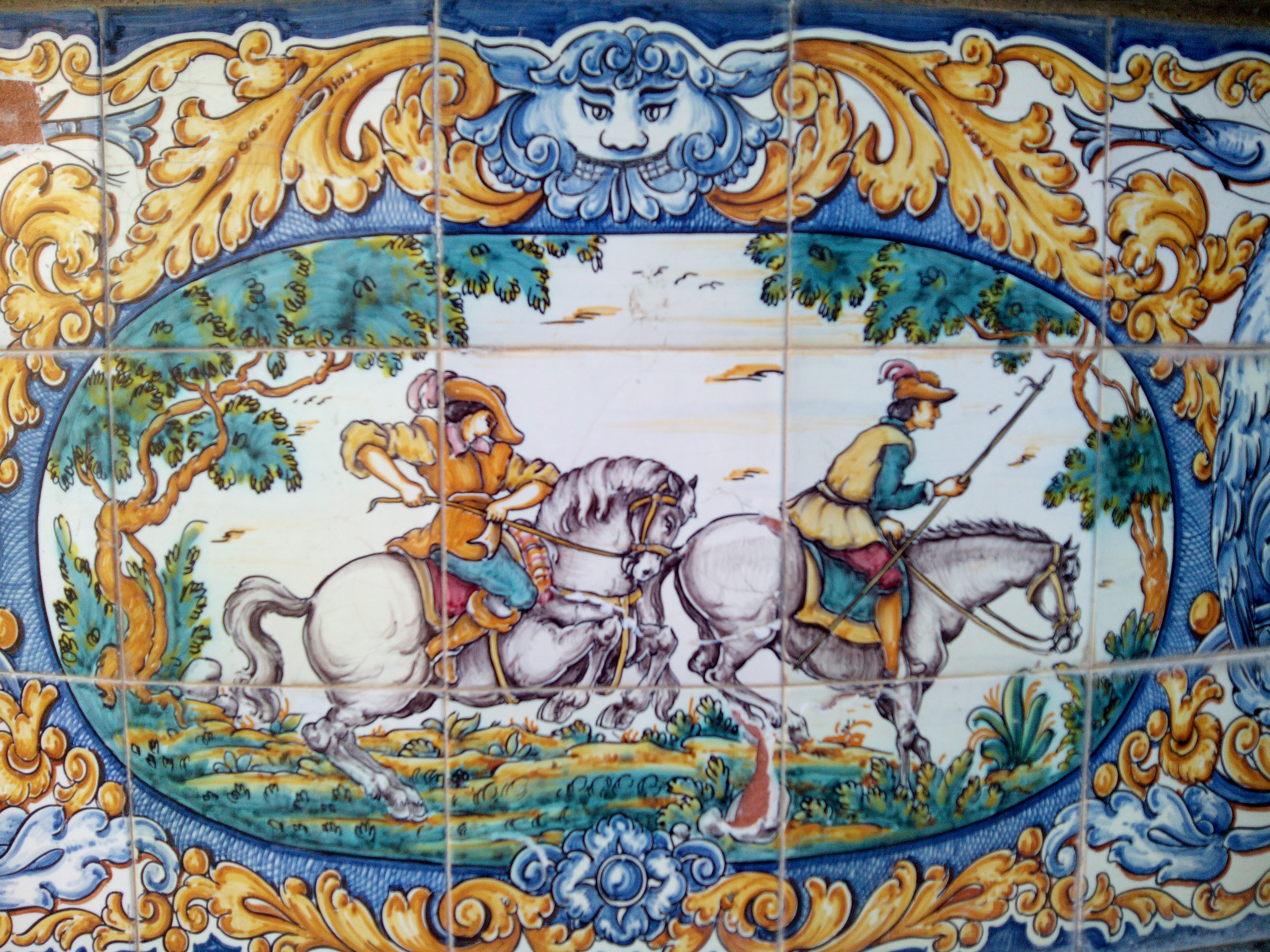
Muestra de cerámica X
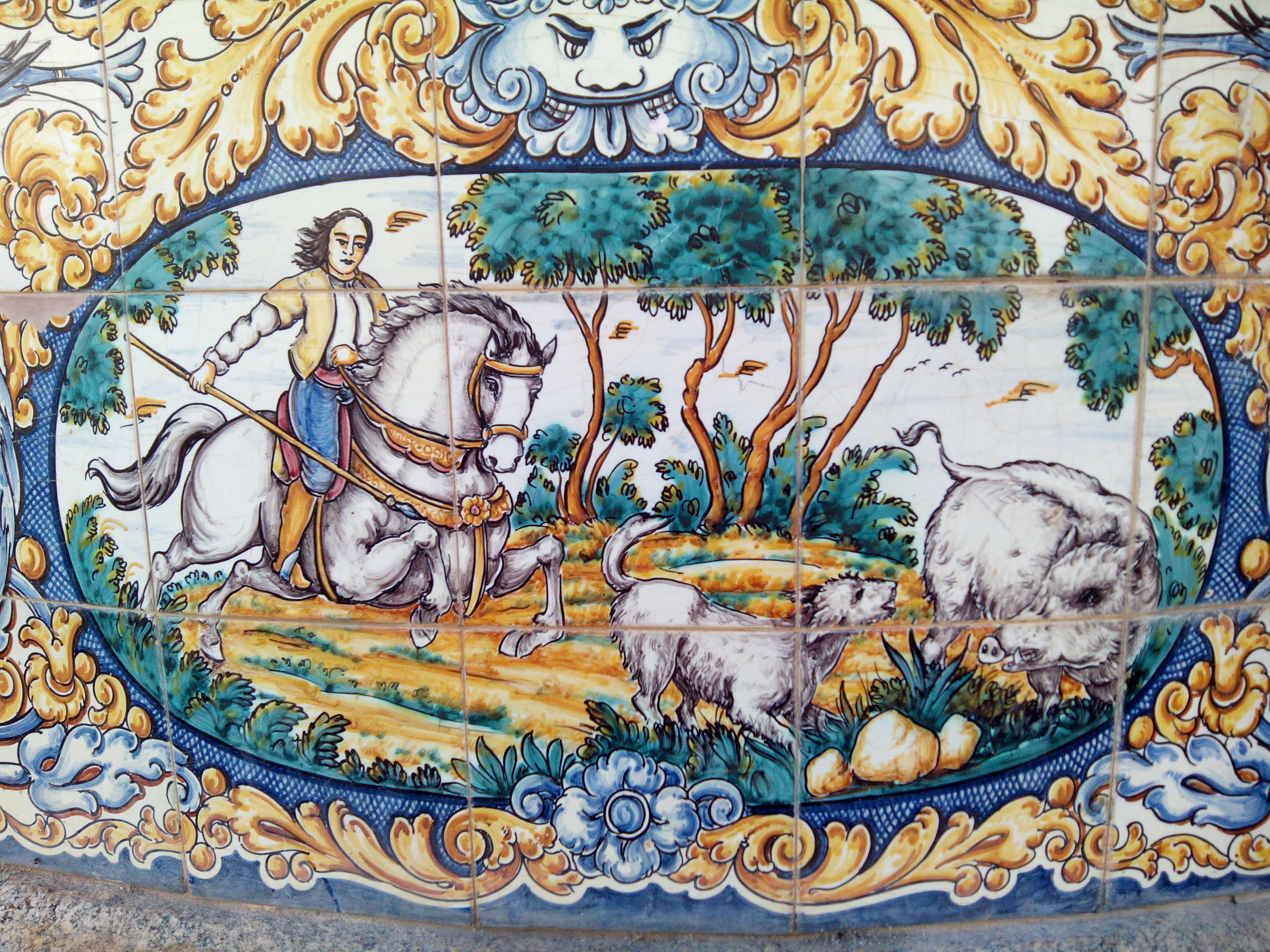
Muestra de cerámica XI
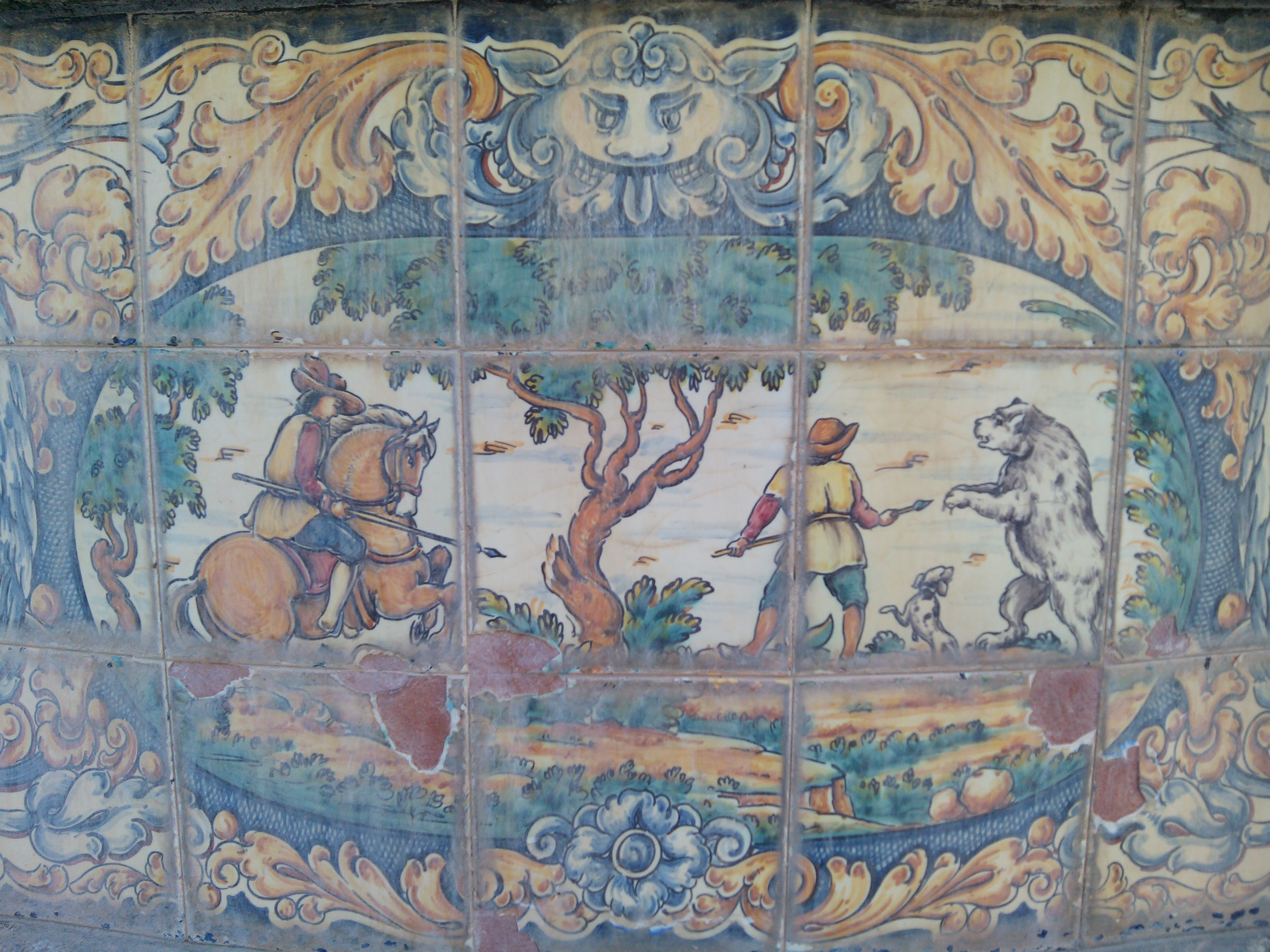
Muestra de cerámica XII